# 19487 Rosscoleman
19487 Rosscoleman è un asteroide della fascia principale. Scoperto nel 1998, presenta un'orbita caratterizzata da un semiasse maggiore pari a 2,4105899 UA e da un'eccentricità di 0,1199729, inclinata di 6,09018° rispetto all'eclittica.